# گورلیتسه
گورلیتسه (به لاتین: Gorlice) یک منطقهٔ مسکونی در لهستان است که در شهرستان گورلیتسه واقع شده‌است. گورلیتسه ۲۳٫۵۶ کیلومتر مربع مساحت و ۲۹٬۵۰۰ نفر جمعیت دارد.

## خواهرخوانده
شهر پاپا خواهرخواندهٔ گورلیتسه هست.